# Višezadaćnost
Višezadaćnost (eng. multitasking) je vrsta tehnike koju sprovodi operacijski sustav.
Njome jedan procesor može izvršavati veći broj niti (eng. thread).
Prave višezadaćnosti nema kod računala s jednim procesorom, nego samo kod višeprocesorskih računala. Kod jednoprocesorskih računala, višezadaćnost je privid, jer procesor prelazi s jedne na drugu nit.